# Olivia Dunne
Olivia Paige (Livvy) Dunne (Westwood, 1 oktober 2002) is een Amerikaans beroemdheid op sociale media, model en voormalig artistiek gymnast.
Dunne debuteerde in het artistiek turnen in 2014. In 2017 maakte ze deel uit van het nationale vrouwenturnteam. Van 2021 tot 2025 kwam ze uit voor de LSU Tigers. In 2022 werd Dunne de hoogst gewaardeerde Amerikaanse turnster. De LSU Tigers wonnen in 2024 hun eerste NCAA nationale kampioenschap turnen voor vrouwen. In april 2025 kondigde Dunne aan dat ze stopte als turnster.
Als online influencer heeft Dunne meer dan 8 miljoen volgers op TikTok en 5 miljoen op Instagram, wat haar een van de meest gevolgde NCAA-atleten maakt. In 2023, 2024 en 2025 poseerde ze voor Sports Illustrated. In 2024 noemde het zakentijdschrift Forbes haar een van de 30 Under 30 en in 2025 nam Time haar op in de Time 100 Creators-lijst.
Dunne heeft een relatie met LSU-honkbalspeler Paul Skenes.